# Дискографија (медицина)
Дискографија је специјализована радиолошка метода снимања међупршљенских дискова, у којој се контрастно средство убризгава у један или више дискова. Контрастно средство се након просветљавања рендгенским зрацима може видети на рендген снимку у виду „обојених поља“ која дају информације о морфологији диска или дискова. Овај тест се може урадити као непосредна припрема за операцију на кичми, у току операције, након операције (у току праћења резултата лечења), или када се не може јасно одредити који диск је узрок симптома.,,

## Индикације
- Утврђивање узрока дискогеног бола у леђима и локализације промена (нивоа промена)[5]
- Утврђивање врсте абнормалности и морфологије промена у дисковима.
- Тешка клиничка слика дискус херније на L5-S1, пре извођења дисцектомије.[6]
- Благе до умерене тегобе болесника са дискус хернијом и нормаланим диском L3-L4.[7]
- Снимање у три нивоа, када дискограм треба да помогне хирургу да одлучи да ли да уради микродисцектомију на L5-S1, или је неопходно да оперативним захватом обухвати и L4-L5 дискове.[8]

## Компликације
У току извођења дискографије, код одређених пацијената могу настати следећа нежељане дејства:
- Инфекција диска - дисцитис (лат. discitis),[11] је најчешћа компликација дискографије, која се јавља у <1% случајева, или код 1 пацијента на 400). Дисцитис обично прати врло интензиван бол и запаљењски процес у диску. Успешно се може лечити антибиотицима, аналгетицима, антипиретицима и осталом симптоматском терапијом.[12]
- Крварење
- Бол
- Алергијске реакције, на контрастно средство
- Мучнина и повраћање
- Главобоља.